# Фрай, Роджер
Роджер Элиот Фрай (англ. Roger Eliot Fry; 14 декабря 1866, Лондон — 9 сентября 1934, Лондон) — английский художник и художественный критик, введший в обиход такое понятие, как постимпрессионизм. Один из предтеч вортицизма.

## Жизнь и творчество
Р. Фрай был сыном судьи, из старинной квакерской семьи. Образование получил в Королевском колледже Кембриджского университета. В студенческие годы совершил поездку в Париж и в Италию, где изучал искусство старых итальянских мастеров. В начальный период своего творчества Р. Фрай специализировался на пейзажной живописи.
В 1906 году он становится куратором нью-йоркского Метрополитен-музея. В том же году открывает для себя живопись Сезанна и начинает интересоваться современным французским искусством. В 1910 году Фрай организует в лондонской галерее Графтон выставку Мане и постимпрессионисты. Несмотря на критические замечания прессы, Фрай устраивает в 1912 году вторую выставку постимпрессионистского искусства, на которой, наряду с современными английскими художниками, были представлены работы Матисса и фовистов, Пикассо и Ж.Брака. В своей художественной, организаторской и литературной деятельности Р. Фрай нашёл поддержку со стороны меценатки леди Оттолайн Моррелл, бывшей некоторое время его любовницей.
В 1913 году Фрай создаёт дизайн-ателье Omega Workshops, в котором работали также такие художники, как Дункан Грант, Уильям Робертс, Ванесса Белл.
Р. Фрай входил в группу Блумсбери, общество-клуб английской интеллектуальной элиты. В 1940 году в свет вышла художественная биография Р. Фрая, созданная писательницей Вирджинией Вулф.
Работы художника хранятся в Британской галерее Тейт, Музее Эшмола, Манчестерской художественной галерее, Институте искусства Курто и других музеях.

## Избранные сочинения
- Воображение и дизайн (1920)
- Превращения (1926)
- Анри Матисс (1930)
- Французское искусство (1932)
- Воспоминания о британской живописи (1934)

## Галерея
- Зимний пейзаж (1914)
- Портрет Вирджинии Вулф (1917)
- Натюрморт с цветами
- Женщина на софе (Нина Хэмнетт), (1915)
- Натюрморт (1915)
- Лодки в порту
- Вю де Касси (1925)
- Река и тополя (1912)
- Портрет Эдит Ситвелл (1918)
- Портрет Нины Хэмнетт (1917)